# 張翼翔 (明朝)
張翼翔（1495年—？），字仲羽，號四山，南直隸鳳陽府鳳陽縣人，明朝政治人物。

## 生平
治《詩經》。嘉靖七年（1528年）由國子生中式戊子科應天府鄉試第八十名舉人，嘉靖十一年（1532年）中式壬辰科第三甲第二十名進士。觀戶部政，授浙江金華府推官，調任山東登州府推官，陞兵科給事中，禮科右給事中。

## 家族
曾祖張義；祖張紀，壽官；父張瓏，訓導；母徐氏；繼母劉氏。具慶下，妻高氏，繼妻戴氏。
行二，兄翼翶（醫學正科），弟翼舉；翼鳴，子蔭祚；蔭芳。